# مرکز مهار تروریسم
مرکز مهار تروریسم  (اسپانیایی: Centro de Confinamiento del Terrorismo)یا به اختصاراً «سِیکات» (CECOT) یک زندان فوق‌امنیتی در تکولوکا، ال‌سالوادور است. این زندان در اواخر سال ۲۰۲۲ در میان سرکوب گروه‌های بزرگ در کشور ساخته شد. دولت سالوادور این زندان را در اواخر ژانویه ۲۰۲۳ افتتاح کرد و از ماه بعد شروع به اسکان زندانیان کرد.
ظرفیت این زندان در بدو افتتاح، ۴۰٬۰۰۰ نفر بوده است. این زندان، بزرگ‌ترین زندان آمریکای لاتین و یکی از بزرگ‌ترین زندان‌های جهان می‌باشد. این زندان، تحت ریاست جمهوری نجیب بقیله، و با هدف مبارزه با باندهای خلافی که با سیطره خویش بر جامعهٔ ال‌سالوادور، باعث و بانی ناامنی، فساد، و جنایات گسترده در این کشور بودند، بنا نهاده شد.
نجیب بقیله سرسختی تدارکات امنیتی در این زندان، و دلیل پروسهٔ تحقیر شخصیتی زندانیان به دست مأموران آن، تبلیغ کرد. دولت ال‌سالوادور ادعا کرد که این زندان، برای مجرمان خطرناکی چون قاتلین زنجیره‌ای طراحی شده است، و هدف اینست که اینگونه زندانیان «دیگر دنیای خارج از زندان را نبینند. ساخت و افتتاح این زندان، با تضعیف حاکمیت قانون در این کشور، با دستگیری گستردهٔ چند ده هزار مرد بدون رسیدگی یا اثبات جرم آنان، و زندانی شدن ۱٫۶٪ از جمعیت این کشور، هم‌زمان شد. نهادهای حقوق بشری، دولت ال‌سالوادور را متهم به نقض حقوق بشر در مدیریت این زندان کرده‌اند.
این زندان، در سال ۲۰۲۵ میلادی، به دلیل پیمان بین نجیب بقیله و وزارت خارجه آمریکا در طول دومین دوره ریاست‌جمهوری دونالد ترامپدر صدر اخبار بین‌المللی قرار گرفت. بر طبق این پیمان، قرار بر این بود که به ازای پرداخت پول به ال‌سالوادور، زندان «مرکز مهار تروریسم» در این کشور میزبان مهاجرین غیرقانونی باشد که سابقهٔ جنایی عضویت در باندهای خلاف‌کار (منجمله باند ونزوئلایی «ترن د آراگوا» (Tren de Aragua)) دارند. در این راستا، ۲۳۸ نفر مهاجر منجمله ونزوئلایی، توسط دولت دونالد ترامپ به ال‌سالوادور فرستاده شدند. این تبعیدها با استناد به قانونی مصوب در سال ۱۷۸۹ میلادی به عنوان «قانون بیگانگان دشمن» و به شکل فوق‌العاده انجام شده است. دولت ترامپ ادعا کرد که تمامی این افراد از مجرمان خطرناک عضو باندهای خلاف‌کار بوده و در جنایاتی چون قتل و تجاوز دست داشته‌اند. از قرار معلوم، از این ۲۳۸ نفر، تنها هفت نفر از آنان یا متهم به جرائم سنگین، یا متهم به جرم قاچاق انسان بودند. ۱۰ نفر دیگر متهم به جرائم سبک دیگر، و ۱۳ نفر متهم به جرائمی نامعلوم بودند. در کل، ۲۰۸ نفر، معادل ۹۰٪ از تبعید شدگان به این زندان، هیچ‌گونه اتهامی نداشتند. گزارش‌های خبری بازتاب‌دهندهٔ این می‌باشد که پلیس مهاجرت آمریکا، از مقوله‌هایی چون «شکل تتو» و «نوعی خاص از لباس» به عنوان مدرک عضویت در باند خلاف‌کار استفاده کرده‌اند.
تا به امروز، دادگاه‌های مختلف آمریکا یا دستور به توقف تبعید بدون دادگاه بازداشت‌شدگان، یا دستور به اقدام برای برگرداندن برخی از این افراد که حضور آنان در آمریکا قانونی بوده (متقاضیان پناهندگی که منتظر تعییت تکلیف پروندهٔ خویش می‌باشند). اما دولت آمریکا (و همین‌طور دولت نجیب بقیله) از تبعیت از این دستورها سر باز زده‌اند. ترامپ همچنین در گفت‌وگوها با نجیب بقیله، ابراز کرد که وی قصد و آرزوی تبعید «مجرمان بومی آمریکایی» به ال‌سالوادور را دارد و دولت بقیله به فکر تأسیس پنج زندان مشابه دیگر باشد. تبعید مهاجرین بدون هیچ پروسهٔ قانونی، عدم تبعیت از احکام دادگاه‌ها در احقاق حق تبعیدهای «اشتباهی»، و آرزوی ترامپ در گسترش دادن این وضعیت به شهروندان آمریکایی، نگرانی‌های زیادی را در جامعهٔ آمریکا در پی داشته است

## پیش‌زمینه

### جنایت‌های باندهای خلافکار در ال‌سالوادور
در طول جنگ داخلی السالوادور صدها هزار نفر از شهروندان این کشور به ایالات متحده آمریکا پناه بردند. از این جمعیت، تعداد زیادی از مردان جوان در لس‌آنجلس (و همین‌طور در زندان‌های آمریکا)، به دلیل فقر و نبود فرصت‌های شغلی، دست به ایجاد باندهای خلافکار متعددی زدند. با شروع دهه ۱۹۹۰، پایان جنگ داخلی السالوادور، و برگردانده شدن شهروندان ال‌سالوادور به این شکور، باندهای خلافکار نیز به‌طور گسترده این کشور وارد شدند. باندهای خلافکار شروع به کسب قدرت و نفوذ در ال‌سالوادور کردند. دو تا از بزرگ‌ترین باندهای خیابانی «مارا سالواتروچا» (معمولاً به عنوان MS-13 شناخته می‌شوند) و «باند خیابان هجدهم» (Barrio 18) بودند؛ باندهای کوچکتر دیگر شامل «لا ماکینا» (La Maquina)، «ماوماو» (Mao Mao)، و «میرادا لوکا» (Mirada Loca) بودند. در ال‌سالوادور، این باندها جوانان ال‌سالوادور، که پس از اتمام جنگ داخلی، توسط دولت ال‌سالوادور مورد بی‌اعتنایی قرار گرفته بودند، به‌طور گسترده به عضویت گرفتند. در سال ۲۰۲۰ میلادی، حدود ۶۰٬۰۰۰ نفر عضو باندهای خلافکار، و حدود ۴۰۰٬۰۰۰ نفر هم‌دست و هم‌کار آنان در جامعهٔ ال‌سالوادور وجود داشت.
باندها نفوذ خود را بر جامعه تحمیل کردند و از طریق قتل، اخاذی، قاچاق مواد مخدر و کسب‌وکار کسب درآمد کردند. باندها همچنین با ممانعت از مبارزات انتخاباتی نامزدهای سیاسی در محله‌های خاص تحت کنترل خود، بر سیاست ملی تأثیر گذاشتند، و رهبران باند اعلام کردند که آنان توانایی تعیین و تغییر نتایج انتخابات را دارند. به دلیل خشونت این باندها، ال‌سالوادور یکی از بالاترین نرخ‌های قتل در جهان را داشت، با حداکثر نرخ ۱۰۳ قتل در هر ۱۰۰٬۰۰۰ در سال ۲۰۱۵ میلادی (بالاترین نرخ در جهان).

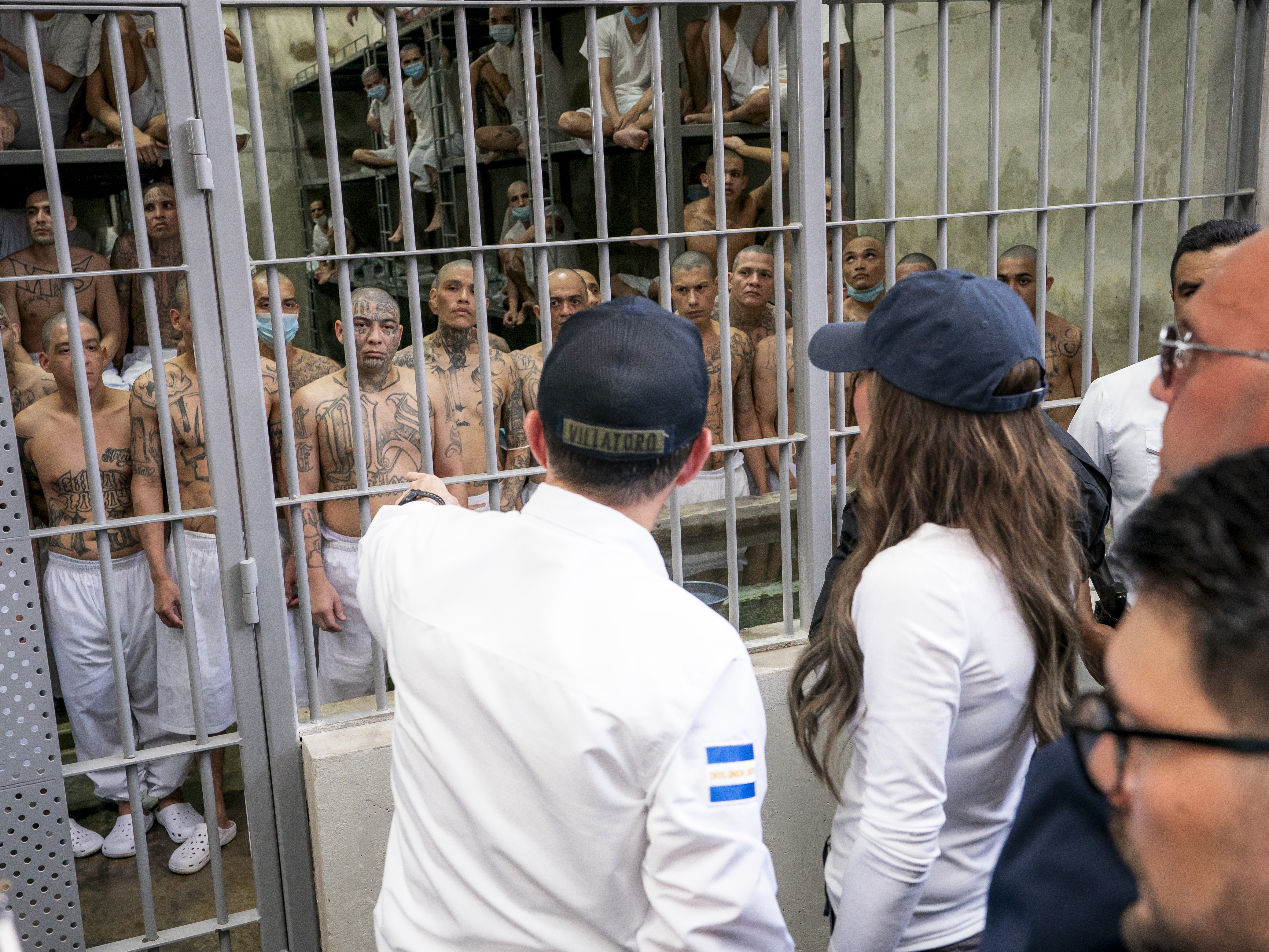
گوستاوو ویلاتورو، وزیر عدالت ال‌سالوادور و کریستی نوم، وزیر امنیت داخلی ایالات متحده در حال مشاهده زندانیان در یک سلول در «مرکز مهار تروریسم»، مارس ۲۰۲۵